# Utonai-See
Der Utonai-See (jap. ウトナイ湖 Utonai-ko) ist ein See auf der japanischen Insel und Präfektur Hokkaidō. Der See wurde am 12. Dezember 1991 als Ramsar-Gebiet ausgewiesen. Die nächstgelegene Stadt ist Tomakomai.

## Flora und Fauna
Am See wachsen Schilfrohr, Scirpus tabernaemontani und Carex lyngbyei.
Über 260 Vogelarten wurden um den Utonai-See beobachtet. Er ist einer der wichtigsten Überwinterungsorte in Japan für Zugvögel wie Blässgänse, Waldsaatgänse, Singschwäne und Pfeifschwäne. Das Marschland um den See ist zudem ein wichtiger Brutplatz für Rubinkehlchen und Weidenammern. Letztere werden nach einem starken Populationsrückgang in den letzten Jahren von der IUCN als vom Aussterben bedroht eingestuft.

## Galerie

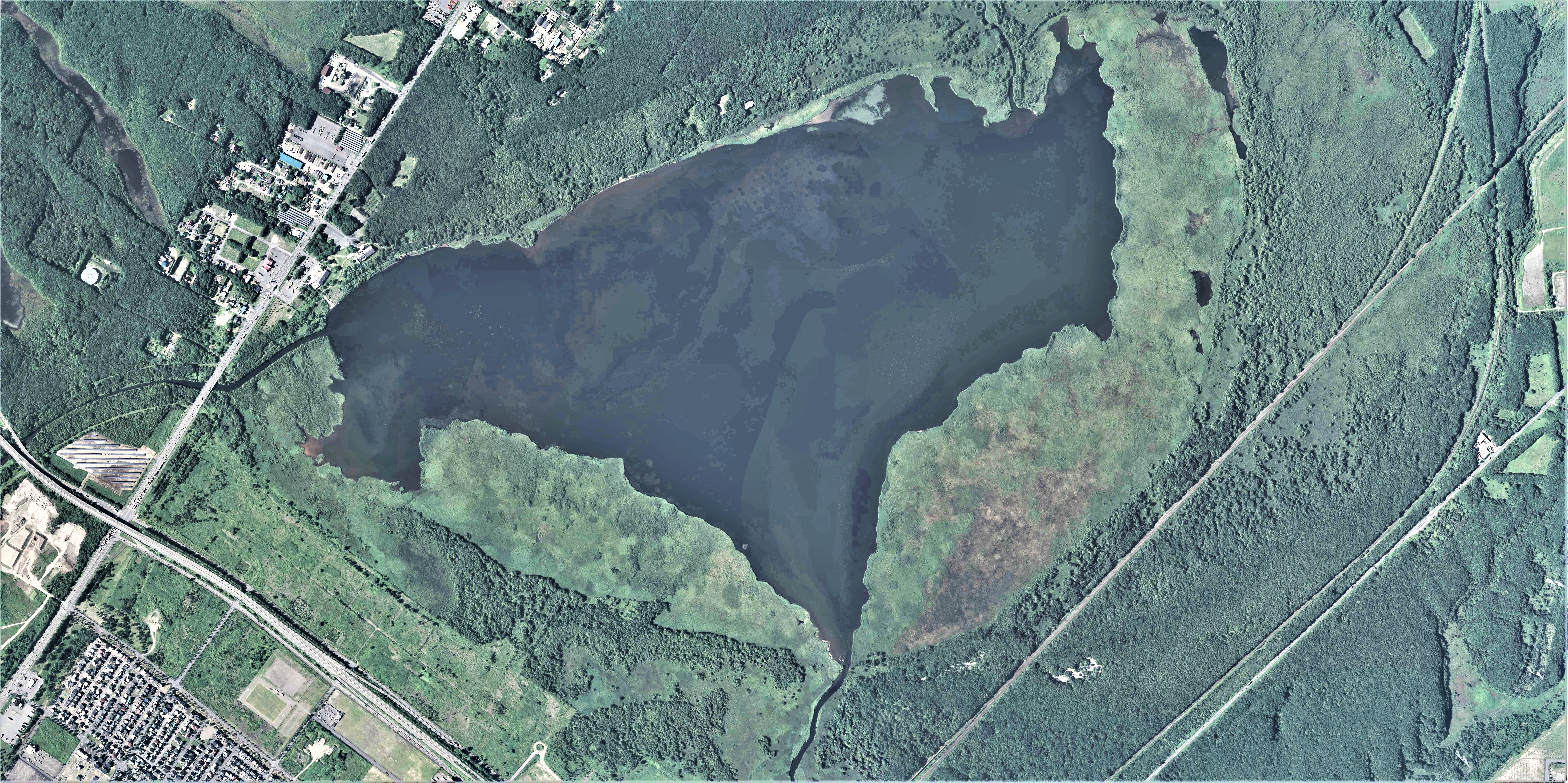
Luftbild
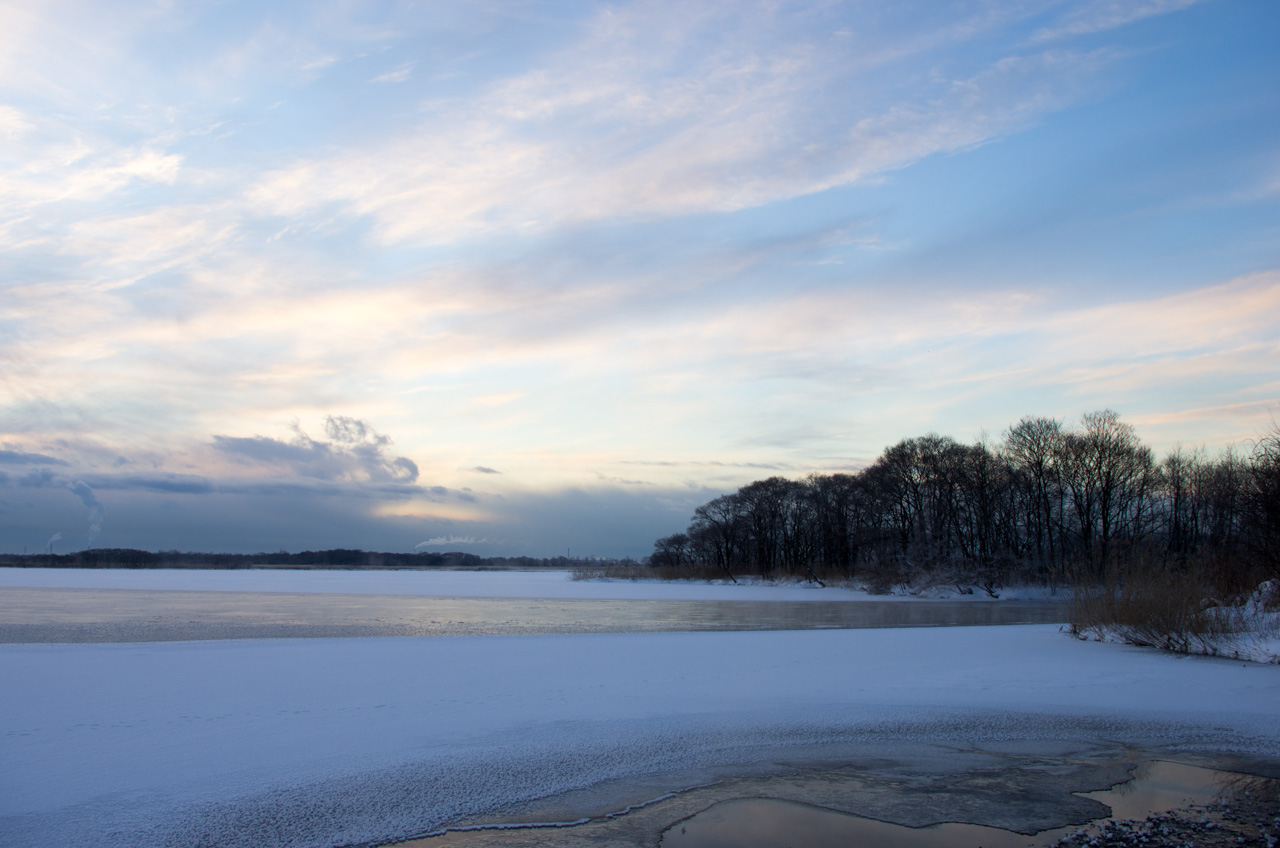
Utonai-See im Winter
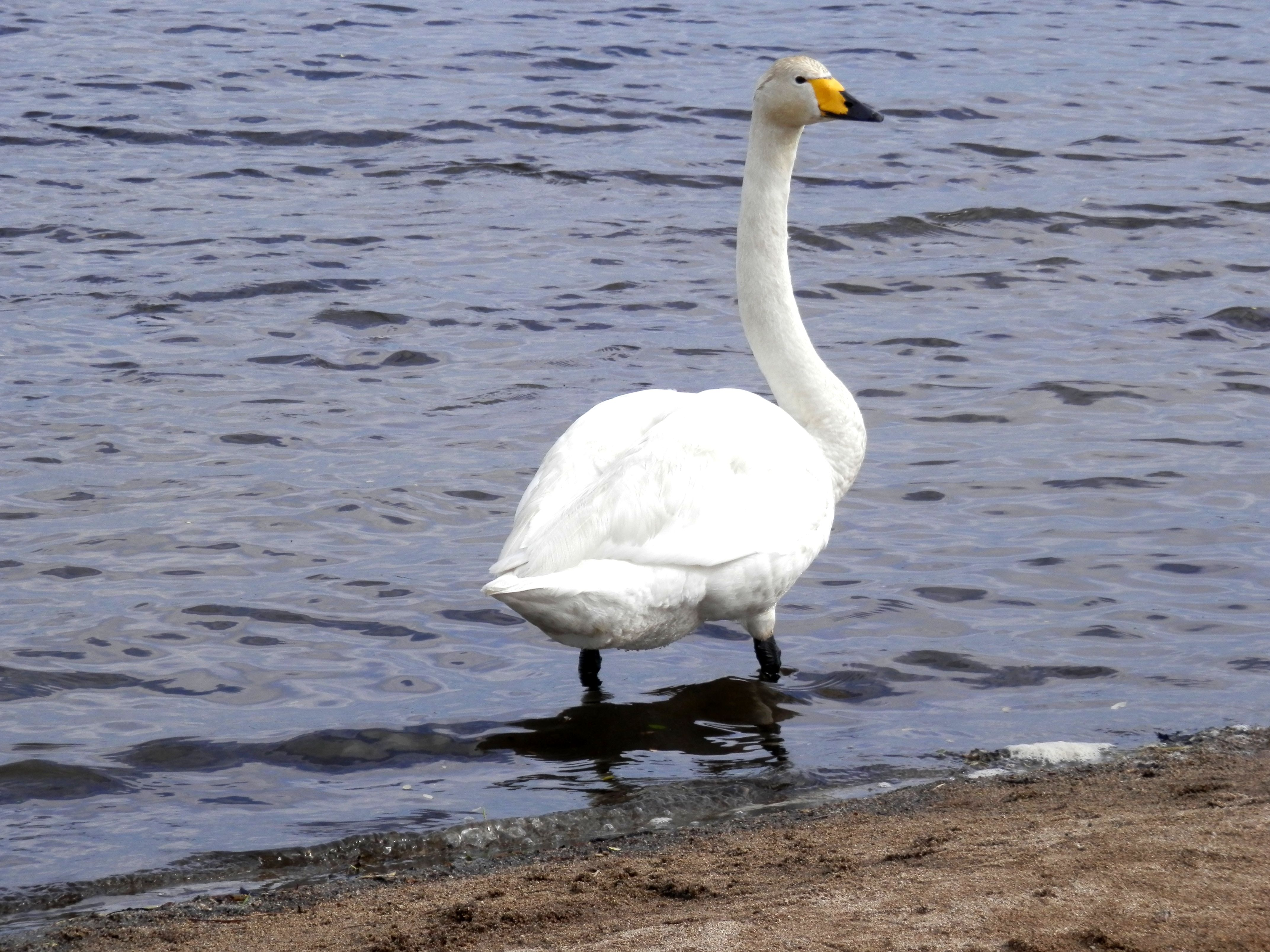
Singschwan